# Георгијани (Кавала)
Георгијани (грч. Γεωργιανή) је насељено место у  општини Кушница у периферији Источна Македонија и Тракија, Грчка. Према попису из 2021. године било је 637 становника.
Према бугарском географу и историчару, Василу Канчову, у Георгијану је 1900. године живело 400 Турака. Године 1924. турско становништво је принудно исељено у Турску а на њихово место су грчке избегличке породице, којих је на попису из 1928. године било 976. Село се раније звало Горијан.